# Morrinho
Morrinho (crioll capverdià Morrinh) és una vila al nord-oest de l'illa de Maio a l'arxipèlag de Cap Verd. Està situada 14 kilòmetres al nord de Vila do Maio.